# Damblain
Damblain est une commune française située dans le département des Vosges en région Grand Est.
Ses habitants sont appelés les Damblinois.

## Géographie
Damblain est située à l'extrême-ouest du département, limitrophe de la Haute-Marne. L'autoroute A31 traverse la commune sans offrir d'accès local. L'échangeur de Robécourt est à 6 km au nord.
| Germainvilliers Haute-Marne        | Blevaincourt                       | Tollaincourt                       |
| Breuvannes-en-Bassigny Haute-Marne | Damblain                           | Romain-aux-Bois                    |
| Breuvannes-en-Bassigny Haute-Marne | Breuvannes-en-Bassigny Haute-Marne | Breuvannes-en-Bassigny Haute-Marne |

### Hydrographie et les eaux souterraines
Hydrogéologie et climatologie : Système d’information pour la gestion des eaux souterraines du bassin Rhin-Meuse :
Territoire communal : Occupation du sol (Corinne Land Cover); Cours d'eau (BD Carthage)
Géologie : Carte géologique; Coupes géologiques et techniques
Hydrogéologie : Masses d'eau souterraine; BD Lisa; Cartes piézométriques

#### Réseau hydrographique
La commune est située dans le bassin versant de la Meuse au sein du bassin Rhin-Meuse. Elle est drainée par le ruisseau de Follot, le ruisseau de l'Artembouchet, le ruisseau du Grand Etang de Germainvilliers et le ruisseau de Damblain,.

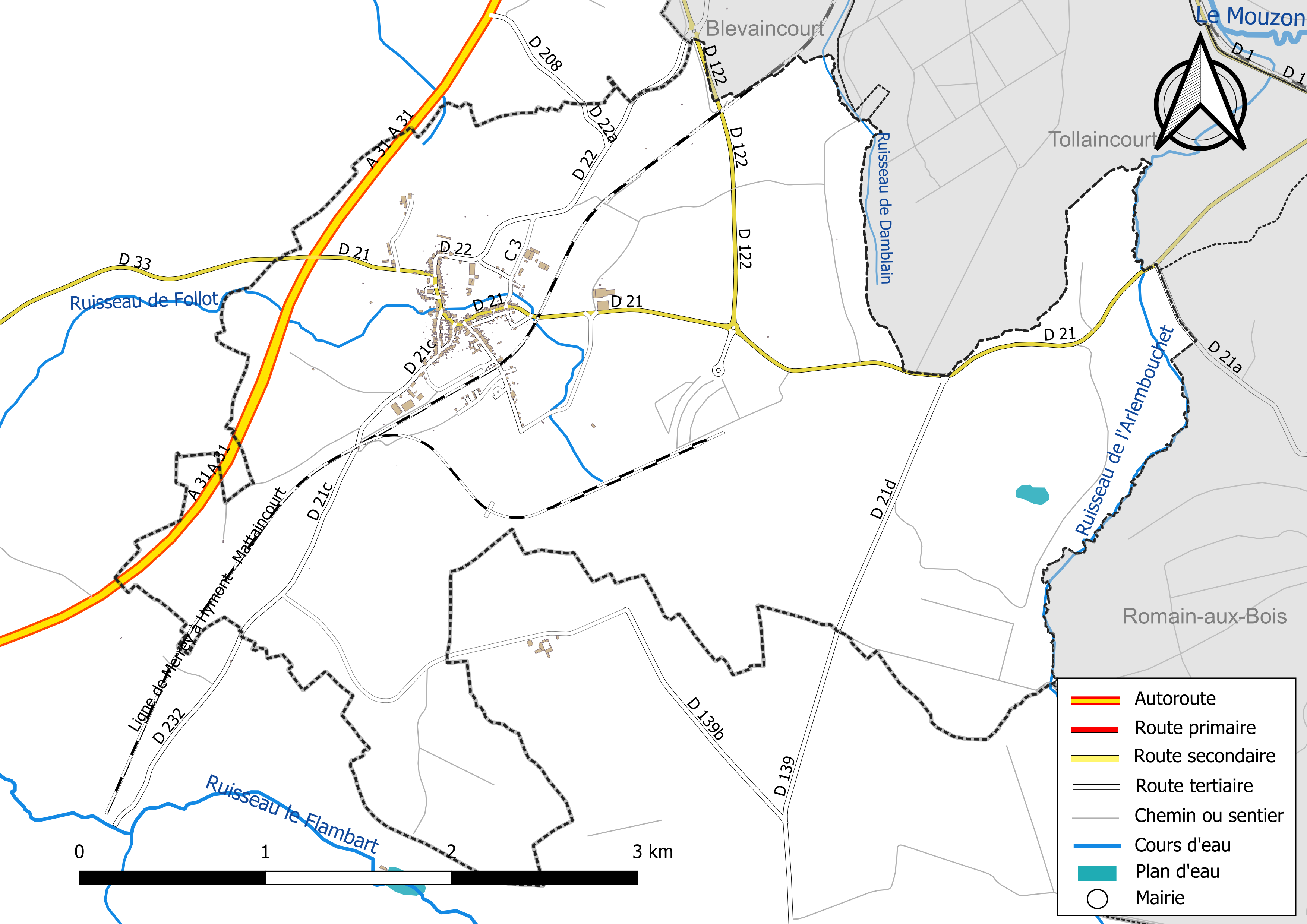
Réseaux hydrographique et routier de Damblain.

#### Gestion et qualité des eaux
Le territoire communal est couvert par le schéma d'aménagement et de gestion des eaux (SAGE) « Nappe des Grès du Trias Inférieur ». Ce document de planification, dont le territoire comprend le périmètre de la zone de répartition des eaux de la nappe des Grès du trias inférieur (GTI), d'une superficie de 1 497 km2,  est en cours d'élaboration. L’objectif poursuivi est de stabiliser les niveaux piézométriques de la nappe des GTI et atteindre l'équilibre entre les prélèvements et la capacité de recharge de la nappe. Il doit être cohérent avec les objectifs de qualité définis dans les SDAGE Rhin-Meuse et Rhône-Méditerranée. La structure porteuse de l'élaboration et de la mise en œuvre est le conseil départemental des Vosges.
La qualité des eaux de baignade et des cours d’eau peut être consultée sur un site dédié géré par les agences de l’eau et l’Agence française pour la biodiversité.

### Climat
Pour des articles plus généraux, voir Climat du Grand Est et Climat des Vosges.
En 2010, le climat de la commune est de type climat de montagne, selon une étude du Centre national de la recherche scientifique s'appuyant sur une série de données couvrant la période 1971-2000. En 2020, Météo-France publie une typologie des climats de la France métropolitaine dans laquelle la commune est exposée à un climat océanique altéré et est dans la région climatique  Lorraine, plateau de Langres, Morvan, caractérisée par un hiver rude (1,5 °C), des vents modérés et des brouillards fréquents en automne et hiver. 
Pour la période 1971-2000, la température annuelle moyenne est de 9,4 °C, avec une amplitude thermique annuelle de 16,9 °C. Le cumul annuel moyen de précipitations est de 944 mm, avec 13,2 jours de précipitations en janvier et 9,4 jours en juillet. Pour la période 1991-2020, la température moyenne annuelle observée sur la station météorologique de Météo-France la plus proche, « St Ouen-lès-Parey_sapc », sur la commune de Saint-Ouen-lès-Parey à 13 km à vol d'oiseau, est de 10,0 °C et le cumul annuel moyen de précipitations est de 806,8 mm. 
La température maximale relevée sur cette station est de 39,4 °C, atteinte le 25 juillet 2019 ; la température minimale est de −22 °C, atteinte le 20 décembre 2009,,. 
Les paramètres climatiques de la commune ont été estimés pour le milieu du siècle (2041-2070) selon différents scénarios d'émission de gaz à effet de serre à partir des nouvelles projections climatiques de référence DRIAS-2020. Ils sont consultables sur un site dédié publié par Météo-France en novembre 2022.

## Urbanisme

### Typologie
Au 1er janvier 2024, Damblain est catégorisée commune rurale à habitat dispersé, selon la nouvelle grille communale de densité à sept niveaux définie par l'Insee en 2022.
Elle est située hors unité urbaine et hors attraction des villes,.

### Occupation des sols
L'occupation des sols de la commune, telle qu'elle ressort de la base de données européenne d’occupation biophysique des sols Corine Land Cover (CLC), est marquée par l'importance des territoires agricoles (55,9 % en 2018), une proportion sensiblement équivalente à celle de 1990 (56,1 %). La répartition détaillée en 2018 est la suivante : 
prairies (42,1 %), forêts (23 %), zones industrielles ou commerciales et réseaux de communication (18,4 %), terres arables (13,8 %), zones urbanisées (2,6 %), milieux à végétation arbustive et/ou herbacée (0,2 %). L'évolution de l’occupation des sols de la commune et de ses infrastructures peut être observée sur les différentes représentations cartographiques du territoire : la carte de Cassini (XVIIIe siècle), la carte d'état-major (1820-1866) et les cartes ou photos aériennes de l'IGN pour la période actuelle (1950 à aujourd'hui).

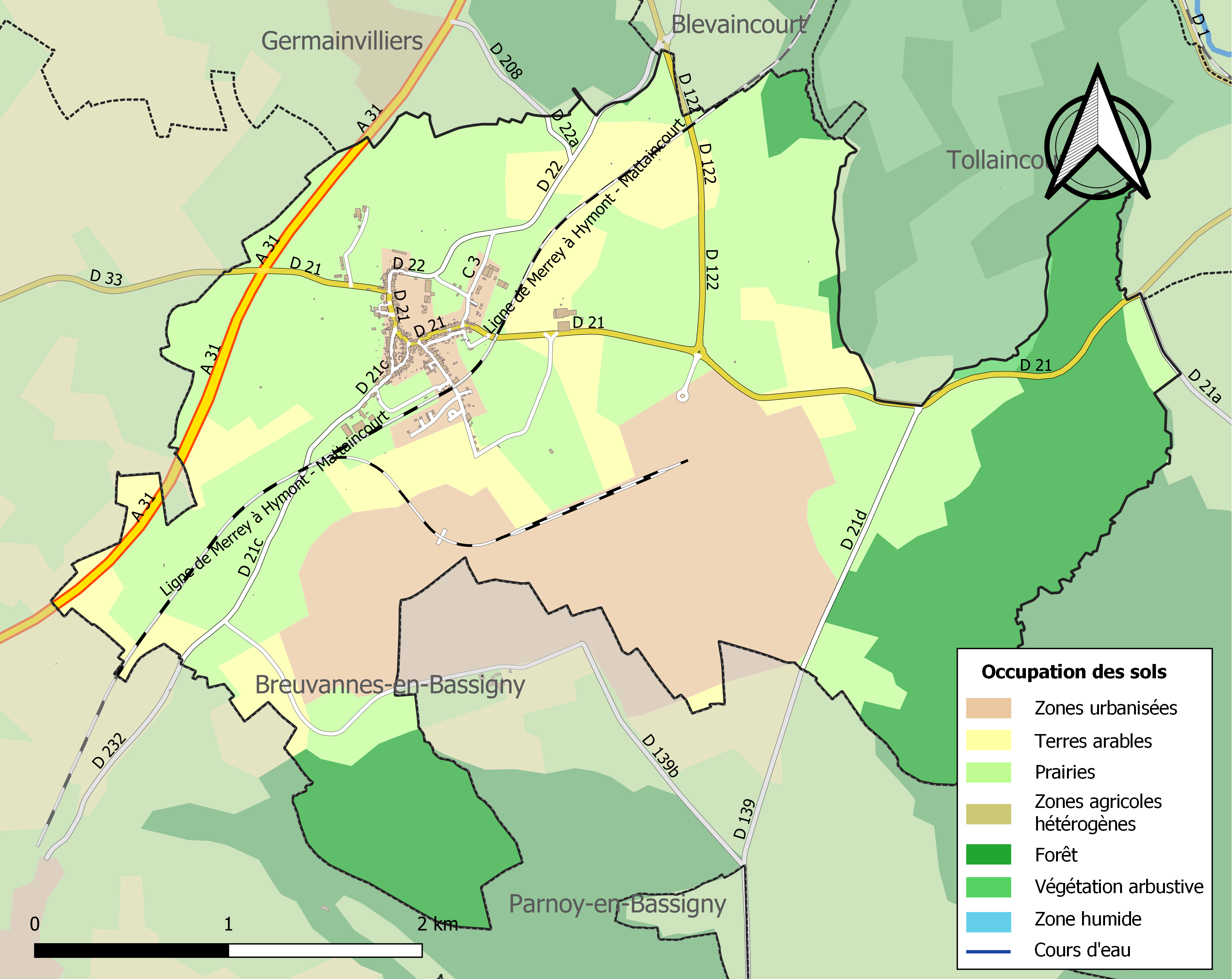
Carte des infrastructures et de l'occupation des sols de la commune en 2018 (CLC).

### Voies de communications et transports

#### Voies routières
- Autoroute A31 : Échangeurs Robécourt, Montigny, Bulgnéville.

#### Transports en commun

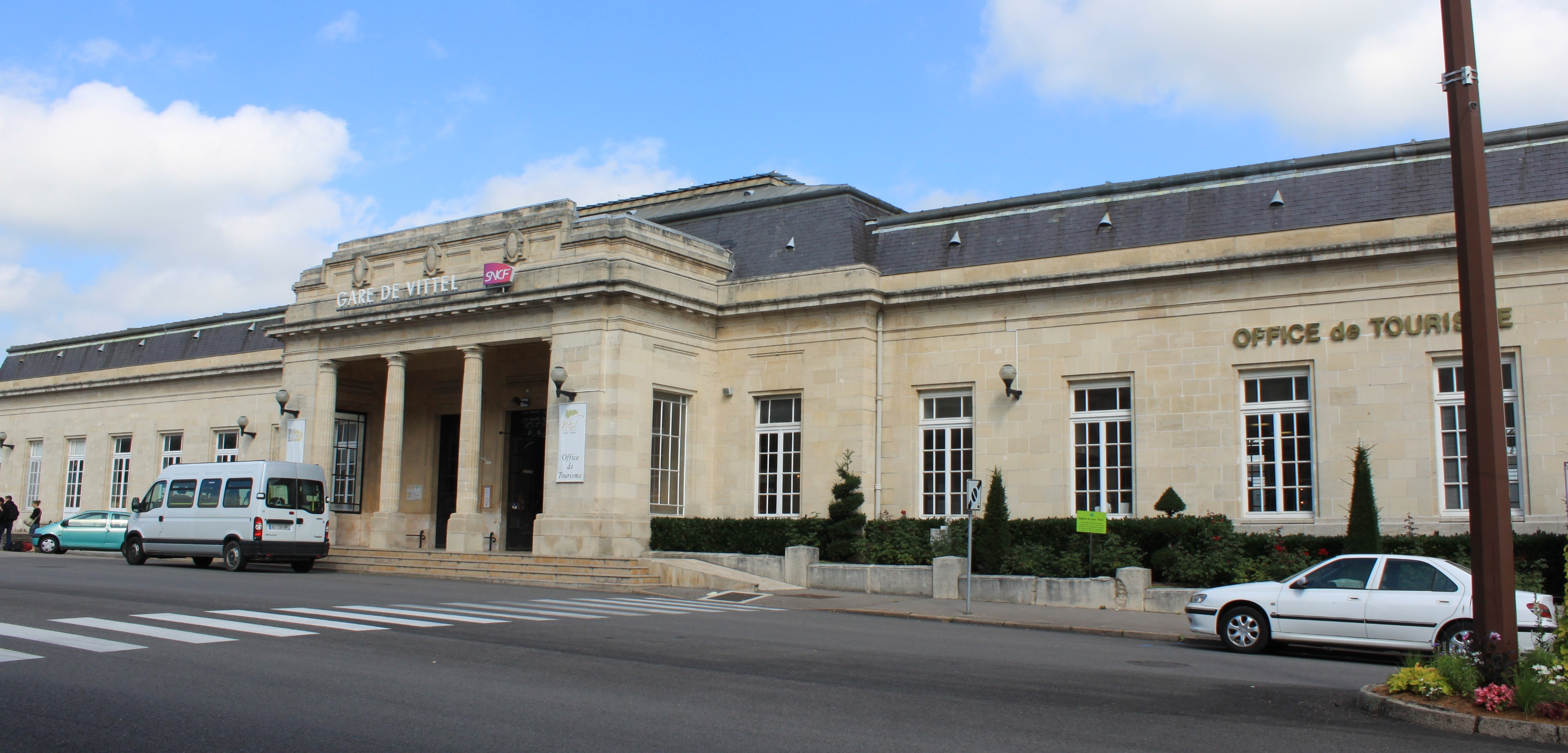
Gare de Vittel

- Fluo Grand Est.

#### Lignes SNCF
- Gare de Contrexéville
- Gare de Vittel
- Gare de Neufchâteau
- Gare de Merrey

## Toponymie
Le nom de la localité est attesté sous les formes Dampbelain (1157) ; Danbelen (1160) ; Ecclesia de Donno Benigno (1164) ; Gerardus de Dombelino (1168) ; Finagium de Dambelino (1178) ; Gilebertus de Danbelein (1180) ; Gerardus de Dambelen (1185) ; Dambelin (1186) ; Wiardus de Domno Benigno (XIIe siècle) ; Gerardus miles de Danbelino, presbiter de Danbilino (1197) ; Dambelen, Dambelem, Dambeloyn (1256) ; Dambellays (1257) ; Dambelein (1259) ; Gilez de Dambelen (1300) ; Dambelain (1311) ; Donnus Belignus (XIVe siècle) ; Dambelains (1436) ; Dambellain (1463) ; Damblain (1563) ; Damblin (1649) ; Damblan (1656).

Damblain est un hagiotoponyme caché. L'étymologie de Damblain pourrait être Dom Benignus comme indiqué dans le passionnant document « État de la communauté rurale de Damblain à la veille de la révolution française »,. Du bas latin domnus et du nom du saint Benignus « saint Bénigne », l,église de la commune lui est dédiée.

## Histoire
Pendant la guerre de Trente Ans, Damblain fut brûlé par les Suédois, vers 1635 et souffrit beaucoup pendant les deux sièges de la Mothe, 1634-1645.
Damblain fut érigé en comté avec prévôté par Stanislas, en faveur d'Antoine du Boys de Riocourt, conseiller d'État et premier président de la Chambre des comptes de Lorraine.
Sous l'Ancien Régime, Damblain relève du bailliage de Bourmont, du diocèse de Langres et doyenné d'Is-en-Bassigny. À la Révolution, la commune a été chef-lieu de canton, de 1790 au 8 pluviôse an IX (28 janvier 1801), dans le district de La Marche.
En août 2002, un rassemblement évangélique des gens du voyage sur l'ancienne base militaire a provoqué de nombreuses réactions. Organisé par l'association protestante Vie et Lumière, il a vu converger quelque 40 000 tsiganes venus de toute l'Europe. Le lieu avait déjà été choisi en 1994 et 1996.

### Labase aérienne de Damblain
De 1936 à 2005, Damblain a hébergé une base aérienne.
Dès 1936, le gouvernement installe une base sommaire avec des pistes en herbe pour faire face à la menace grandissante venant d’outre-rhin.
Divers groupements d’aviation s’y installent à tour de rôle jusqu’en 1949, date à laquelle le terrain est restitué aux Domaines.
En 1951, il est décidé de créer une base OTAN à Damblain. La base sera opérationnelle à partir de 1953 et jusqu’à la sortie de la France du commandement intégré de l’OTAN en 1966. Durant cette période, la base est utilisée pour des exercices interalliés.
De 1966 jusqu’en 2005, la base de Damblain est affectée à la base aérienne 133 de Nancy-Ochey. Elle est utilisée pour de nombreux exercices. En effet, pendant les manœuvres nationales, l’armée de l’air y déploie régulièrement des escadrons de Mirage 5F, de Jaguar ou de Mirage F1CR.
À la suite de la chute du mur de Berlin et de l’éclatement de l’URSS, le ministère des Armées ferme un certain nombre de bases et d’établissements militaires. En 2005, la base de Damblain est transférée au conseil général du département des Vosges en vue de la création d’un parc d’activités qui sera nommé « Cap Vosges Damblain».
L’aéroclub de Bourbonne-les-Bains, qui utilise la plate-forme à partir de juillet 1965, quitte le site en mai 2009.
Pour approfondir: "Damblain, une base aérienne construite dans l’urgence en vue d’une guerre qui n’a pas eu lieu..." par  Pierre Charles Labrude, Pierre-Alain Antoine, Fabrice Loubette

## Politique et administration
| Période                                  | Période                       | Identité         | Étiquette | Qualité    |
| ---------------------------------------- | ----------------------------- | ---------------- | --------- | ---------- |
| Les données manquantes sont à compléter. |                               |                  |           |            |
| en 1912 et 1913                          |                               | Jules Bedel      |           |            |
| 1913                                     | 1925                          | Henri Brayer     |           |            |
| 1927                                     |                               | Charles Ducret   |           | Négociant  |
| 1953                                     | 1980                          | Jean Schlienger  |           | Commerçant |
| avant 1995                               | mars 2008                     | Michel Vallon    | PS        |            |
| mars 2008                                | En cours (au 18 février 2015) | Éric Grandemange |           |            |

### Budget et fiscalité 2022

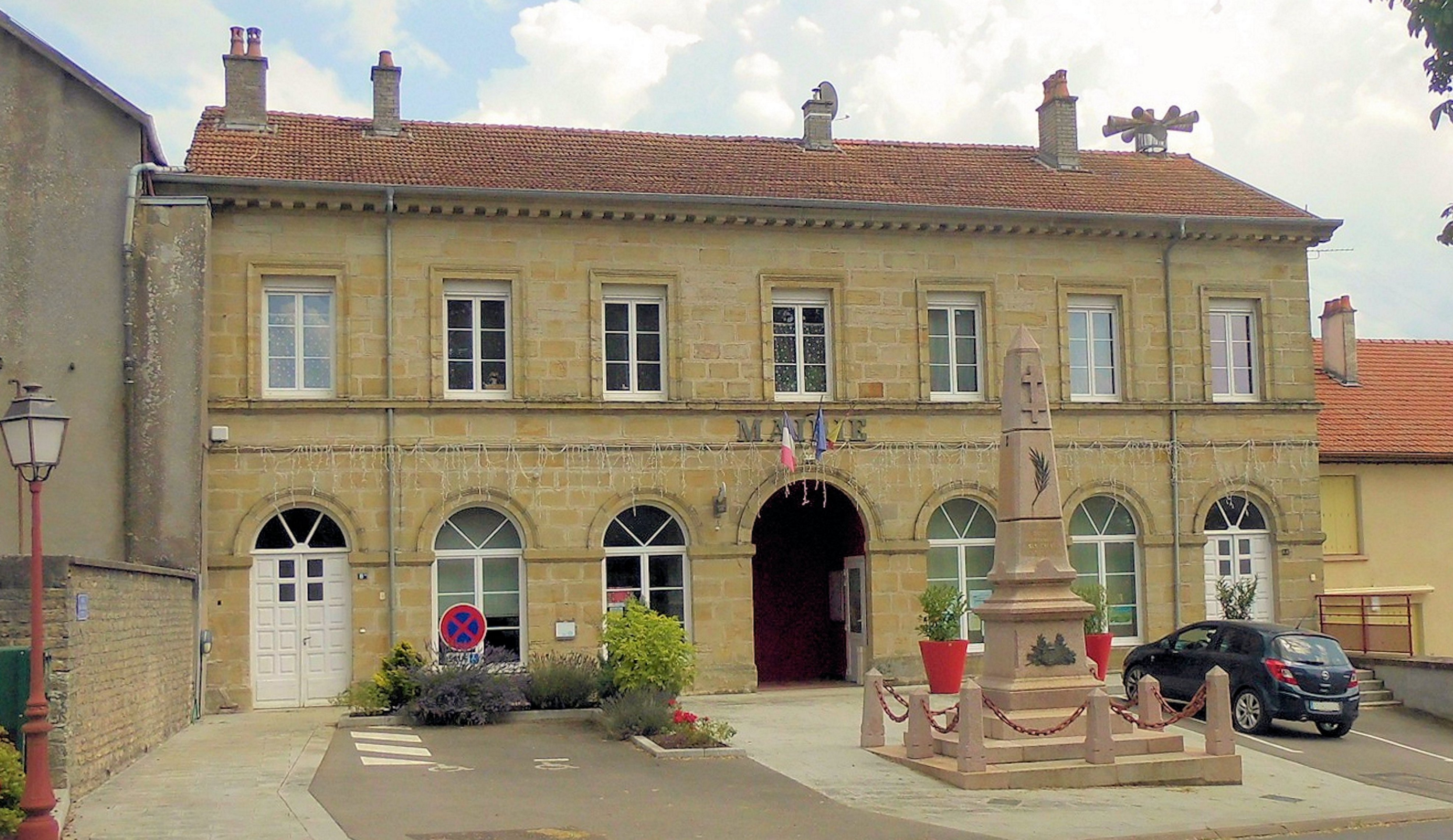
La mairie et le monument aux morts.

En 2022, le budget de la commune était constitué ainsi :
- total des produits de fonctionnement : 200 000 €, soit 778 € par habitant ;
- total des charges de fonctionnement : 194 000 €, soit 756 € par habitant ;
- total des ressources d'investissement : 149 000 €, soit 578 € par habitant ;
- total des emplois d'investissement : 85 000 €, soit 329 € par habitant ;
- endettement : 12 000 €, soit 47 € par habitant.

Avec les taux de fiscalité suivants :
- taxe d'habitation : 12,69 % ;
- taxe foncière sur les propriétés bâties : 32,43 % ;
- taxe foncière sur les propriétés non bâties : 9,89 % ;
- taxe additionnelle à la taxe foncière sur les propriétés non bâties : 0,00 % ;
- cotisation foncière des entreprises : 0,00 %.

Chiffres clés Revenus et pauvreté des ménages en 2021 : médiane en 2021 du revenu disponible, par unité de consommation : 20 400 €.

## Population et société

### Démographie

#### Évolution démographique
L'évolution du nombre d'habitants est connue à travers les recensements de la population effectués dans la commune depuis 1793. Pour les communes de moins de 10 000 habitants, une enquête de recensement portant sur toute la population est réalisée tous les cinq ans, les populations de référence des années intermédiaires étant quant à elles estimées par interpolation ou extrapolation. Pour la commune, le premier recensement exhaustif entrant dans le cadre du nouveau dispositif a été réalisé en 2005.

En 2022, la commune comptait 258 habitants, en évolution de +1,57 % par rapport à 2016 (Vosges : −2,96 %, France hors Mayotte : +2,11 %).
| 1793 | 1800 | 1806 | 1821 | 1831 | 1836 | 1841 | 1846 | 1856 |
| ---- | ---- | ---- | ---- | ---- | ---- | ---- | ---- | ---- |
| 960  | 989  | 987  | 956  | 963  | 999  | 948  | 939  | 771  |

| 1861 | 1866 | 1876 | 1881 | 1886 | 1891 | 1896 | 1901 | 1906 |
| ---- | ---- | ---- | ---- | ---- | ---- | ---- | ---- | ---- |
| 800  | 800  | 752  | 770  | 755  | 743  | 724  | 688  | 662  |

| 1911 | 1921 | 1926 | 1931 | 1936 | 1946 | 1954 | 1962 | 1968 |
| ---- | ---- | ---- | ---- | ---- | ---- | ---- | ---- | ---- |
| 630  | 538  | 521  | 520  | 513  | 506  | 635  | 545  | 511  |

| 1975 | 1982 | 1990 | 1999 | 2005 | 2006 | 2010 | 2015 | 2020 |
| ---- | ---- | ---- | ---- | ---- | ---- | ---- | ---- | ---- |
| 507  | 443  | 353  | 302  | 304  | 300  | 263  | 254  | 251  |

| 2022 | - | - | - | - | - | - | - | - |
| ---- | - | - | - | - | - | - | - | - |
| 258  | - | - | - | - | - | - | - | - |

### Enseignement
Établissements d'enseignements :
- Écoles maternelles et primaires à Damblain, Breuvannes-en-Bassigny.
- Collèges à Lamarche, Martigny-les-Bains, Bourmont-entre-Meuse-et-Mouzon, Bourbonne-les-Bains, Val-de-Meuse.
- Lycées à Contrexéville, Mandres-sur-Vair, Nogent.

### Santé
Professionnels et établissements de santé : 
- Médecins à Vrécourt, Lamarche, Martigny-les-Bains, Mont-lès-Lamarche, Bourbonne-les-Bains.
- Pharmacies à Vrécourt, Lamarche, Bourmont, Bourbonne-les-Bains.
- Hôpitaux à Lamarche, Vittel, Neufchâteau, Langres.

### Cultes
- Culte catholique, Paroisse Bienheureux-Jean-Baptiste-Menestrel[35], Diocèse de Saint-Dié.

## Économie

### Entreprises et commerces

#### Agriculture
- Élevage de vaches laitières.
- Élevage d'autres bovins et de buffles.
- Élevage d'autres animaux.

#### Tourisme
- Hébergements et restauration à Doncourt-sur-Meuse, Val-de-Meuse, Bourbonne-les-Bains, Bulgnéville et Vrécourt.

#### Commerces
- Commerces et services de proximité.
- Site de production de Jefferco granulés de bois "pellets" Grand Est[36].

## Culture locale et patrimoine

### Lieux et monuments

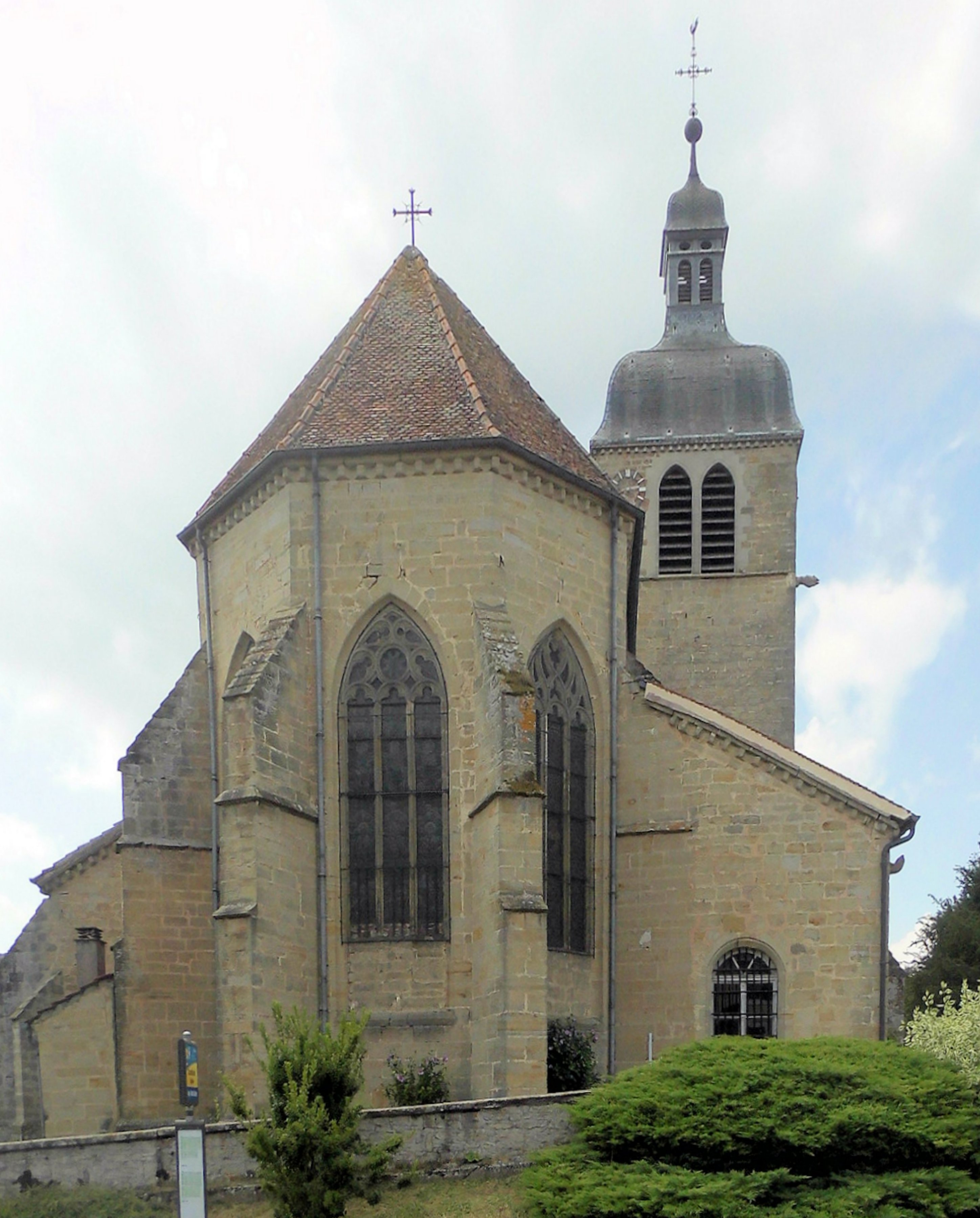
Église Saint-Bénigne.
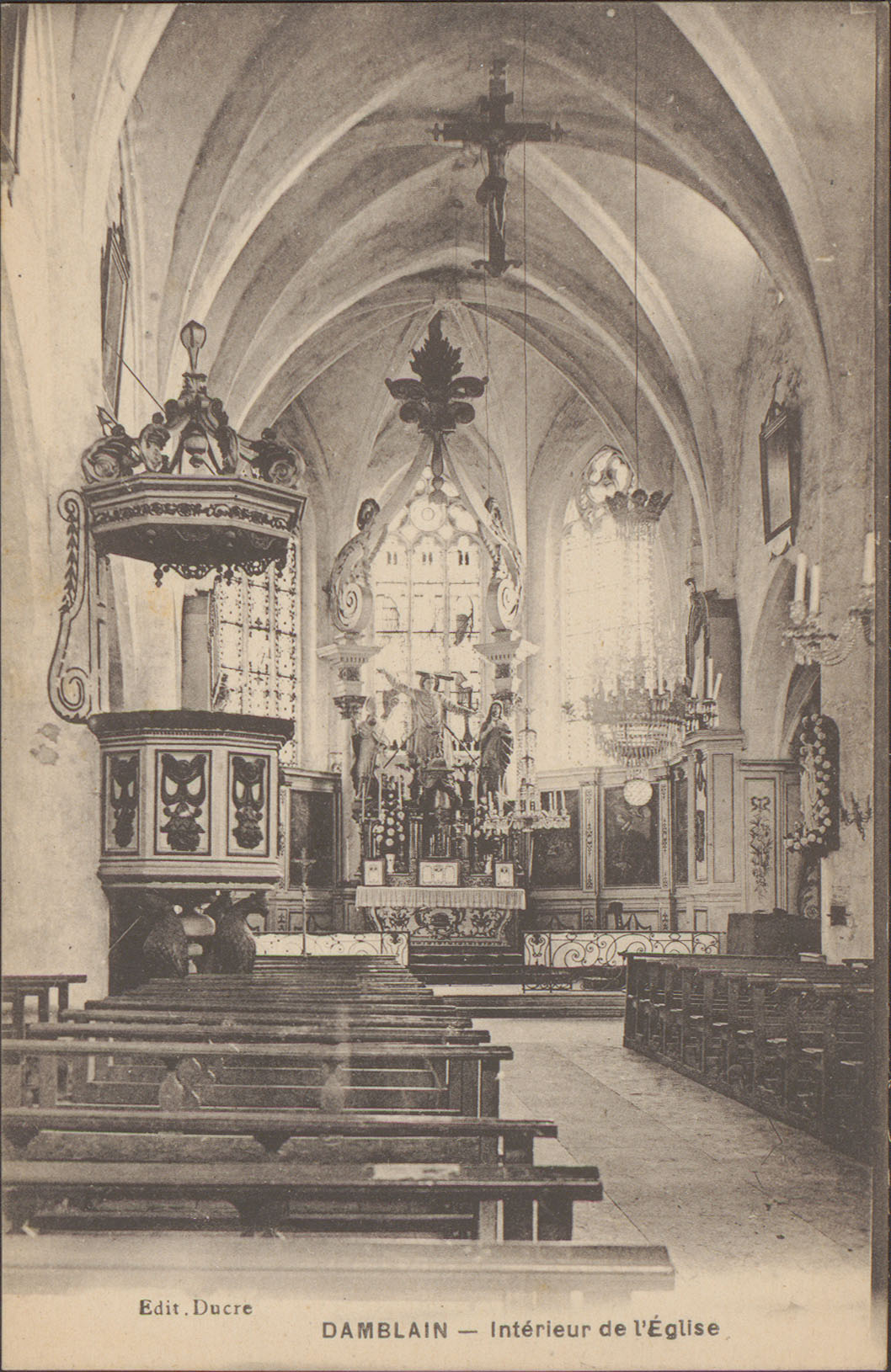
Carte postale représentant l'intérieur de l'église Sainte-Bénigne, entre 1880 et 1945.
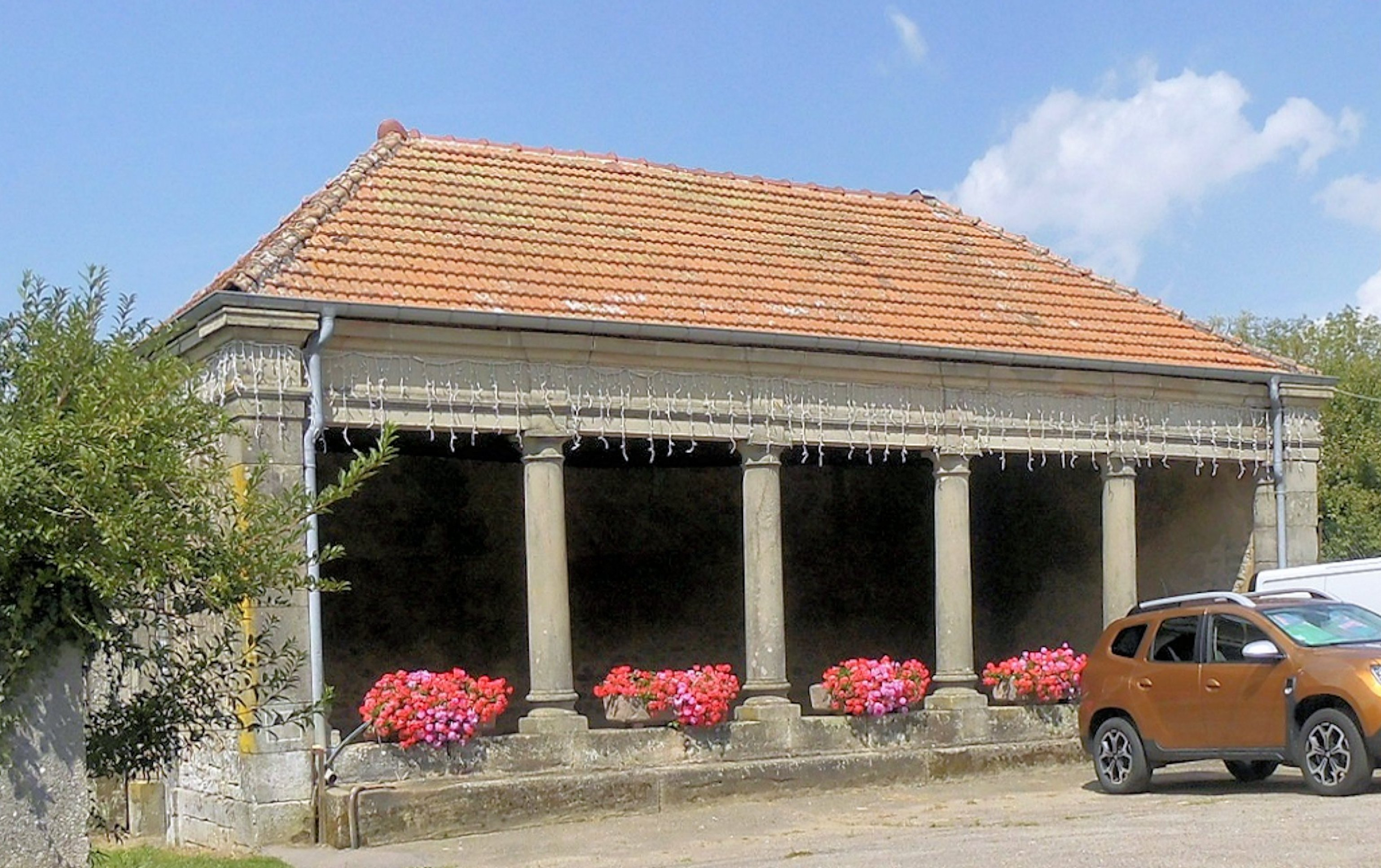
Le lavoir côté est.

- Église Saint-Bénigne classée au titre des monuments historiques par arrêté du 11 juin 1964[37].

Objets mobiliers classés au titre des monuments historiques.
- Ancienne base aérienne (LFYD) de l'OTAN. Un projet d'industrialisation de cette zone est en cours.
- Monument aux morts[39].
- Le diagnostic archéologique réalisé avant l'aménagement de l'ancienne base aérienne a permis de mettre en évidence, sur une superficie de cinq hectares, une occupation gallo-romaine et médiévale. La fouille des vestiges a été organisée en deux campagnes en 2008 et 2009. Une villa et un ensemble balnéaire sont notamment bien conservés[40],[41].
- Ancienne halle transformée en salle de fêtes[42].
- 3 Lavoirs[43].
- Espaces naturels protégés[44] :

Natura 2000, 1 espace naturel.
2 Zones naturelles d'intérêt écologique, faunistique et floristique (Znieff),
Site bioarchéologique.

### Les pères Récollets
Les pères Récollets, de l’ordre des franciscains, qui demeuraient à La Mothe, se déplacèrent à Damblain à la suite de la destruction complète de la place forte en 1645.
Ils n’habitèrent pas immédiatement au couvent mais s’établirent dans ce qui a été l’ancien bureau de poste au 14 rue des François.
Ils bâtirent ensuite leur couvent dont on peut encore voir le bâtiment principal (propriété privée), chemin des Récollets.
En 1789, les religieux étaient au nombre de 19. Sans revenus, ils dépendaient des abbés de Morimond. Leur nombre décroissant, leur ordre est dissous fin 1792 et le couvent est vendu successivement à différents propriétaires.

### Personnalités liées à la commune
- Aux XVIe et XVIIe siècles, une dizaine de graveurs, ornementistes, médailleurs :

Pierre Woeiriot de Bouzey (1532-1599), graveur d'estampes et de portraits, ornementiste et seigneur du lieu est mort à Damblain.
François Briot (1545-1616), potier d'étain, dont le bassin et son aiguière sont en exposition permanente au Musée du Louvre.
Nicolas Briot (1579-1646), médailleur et mécanicien et son frère, Isaac Briot (1585-1670) son frère, médailleur et graveur d'estampes. Nicolas Briot fut graveur général des cours des monnaies de France puis d'Angleterre.
- Antoine Guénard (1726-1806), philosophe, lauréat du prix d'éloquence de l'Académie française en (1755)[46].
- Charles Renard, né Louis Marie Joseph Charles Clément Renard(1847-1905), pionnier de l'aérostation.
- Didier Brice, comédien et metteur en scène de théâtre, originaire de Damblain[47].
- François Germain Adamistre, Chevalier de la Légion d'honneur[48].

### Héraldique
| Blason | Blasonnement : D'azur au chêne d'or. Commentaires : Ce sont les armes de la famille Riocour dont Nicolas Du Boys de Riocour, né à La Mothe-de-Saint-Hilairemont (Haute-Marne), le 10-06-1610 et mort à Damblain le 29-01-1692 était Lieutenant général du bailliage de Bassigny, Haute-Marne, conseiller de Charles IV duc de Lorraine et intendant de ses armées. |

## Galerie de photographies anciennes

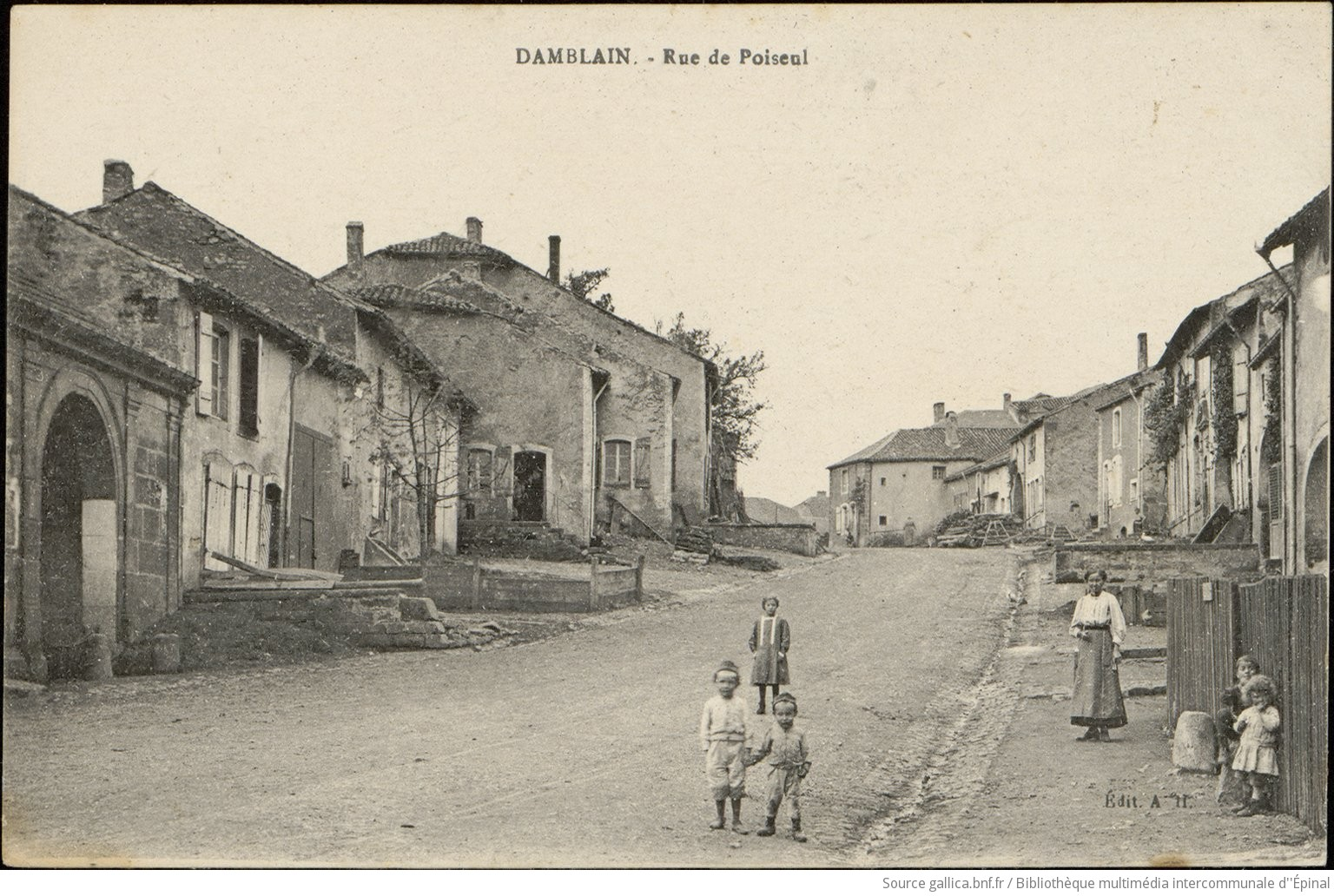
rue de Poiseul
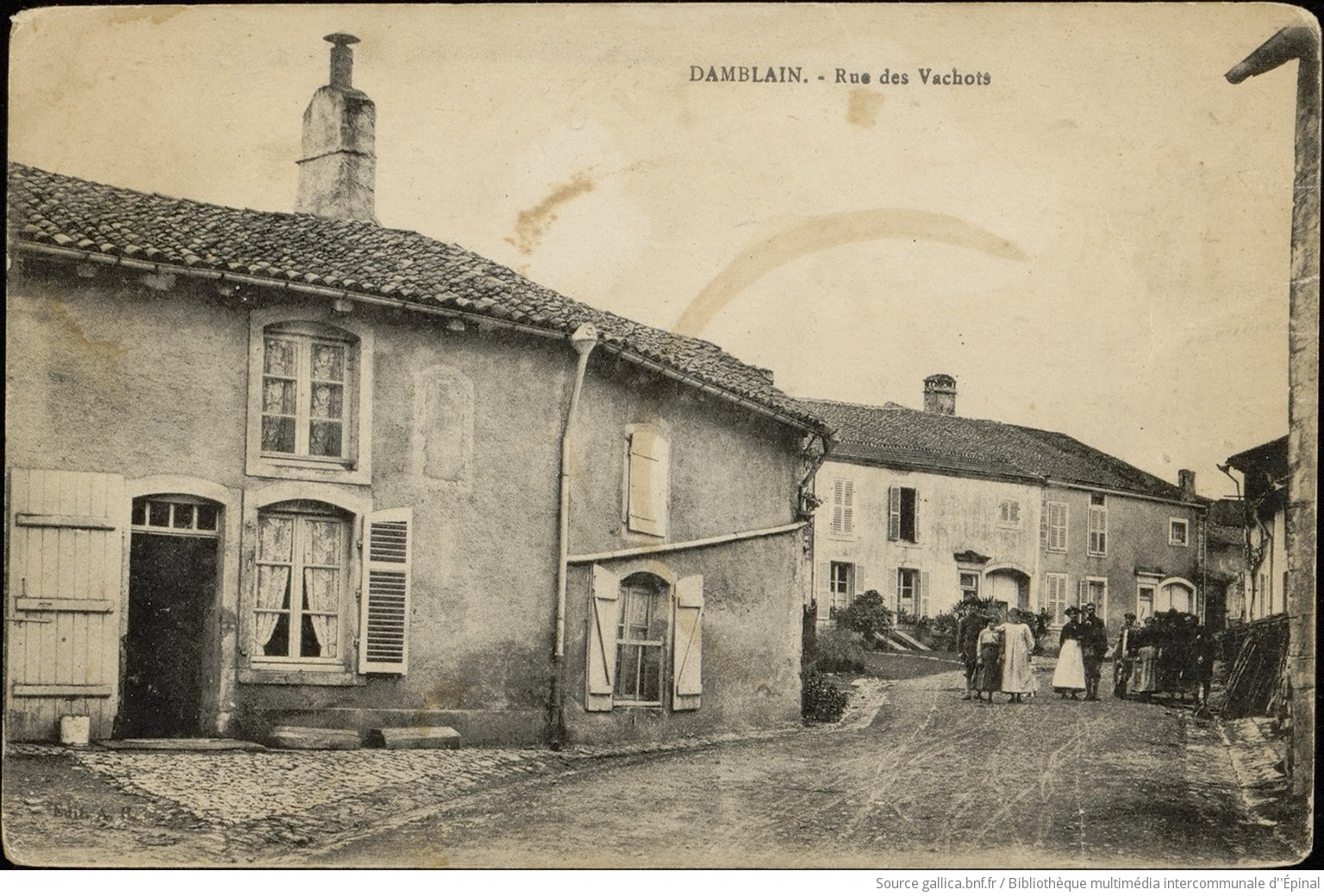
rue des Vachots
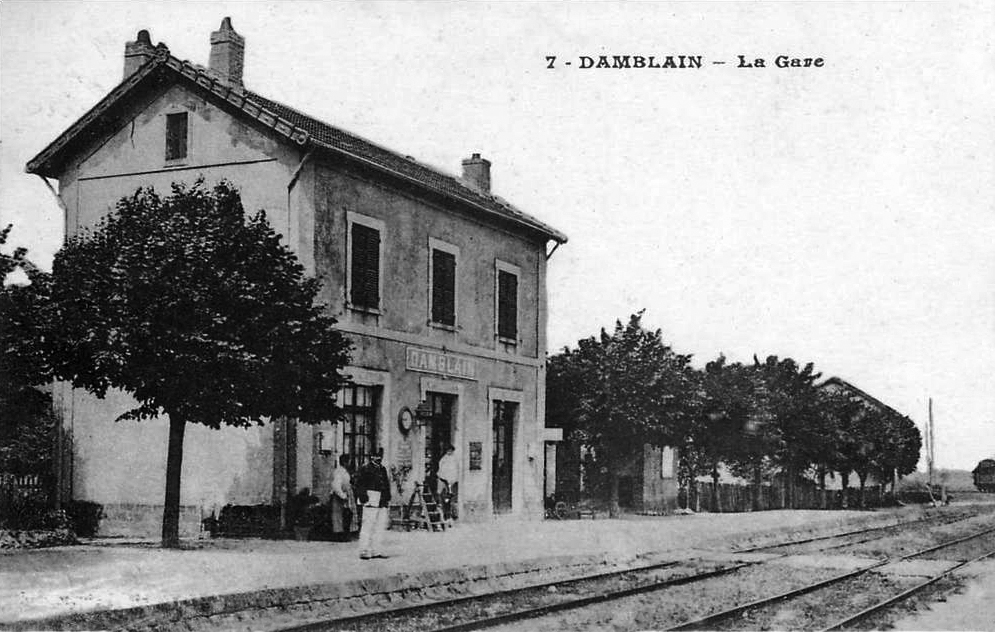
Gare de Damblain en 1910

## Pour approfondir